# Ulica Francuska w Katowicach
Ulica Francuska w Katowicach – jedna z najważniejszych ulic w katowickich dzielnicach: Osiedle Paderewskiego-Muchowiec i Śródmieście. Łączy centrum Katowic z lotniskiem na Muchowcu i Katowickim Parkiem Leśnym.

## Przebieg
Rozpoczyna swój bieg przy skrzyżowaniu z ulicą Warszawską. Następnie przecina ją skrzyżowanie z deptakiem (ul. Mariacka), skąd widoczny jest katowicki kościół Mariacki. Za skrzyżowaniem znajduje się most kolejowy (trasa Katowice–Warszawa – linia kolejowa nr 1 oraz trasa Wrocław – Kraków – Przemyśl), z dopuszczalną wysokością pojazdów samochodowych do 3,1 m. Za skrzyżowaniem z ul. Powstańców znajduje się węzeł drogowy Francuska (z autostradą A4 – aleją Górnośląską). Następnie ulica przebiega wzdłuż ogródków działkowych (POD Rymera, POD Kombatant) i lotniska na Muchowcu. Kończy swój bieg przy Stacji Towarowej Muchowiec.

## Historia

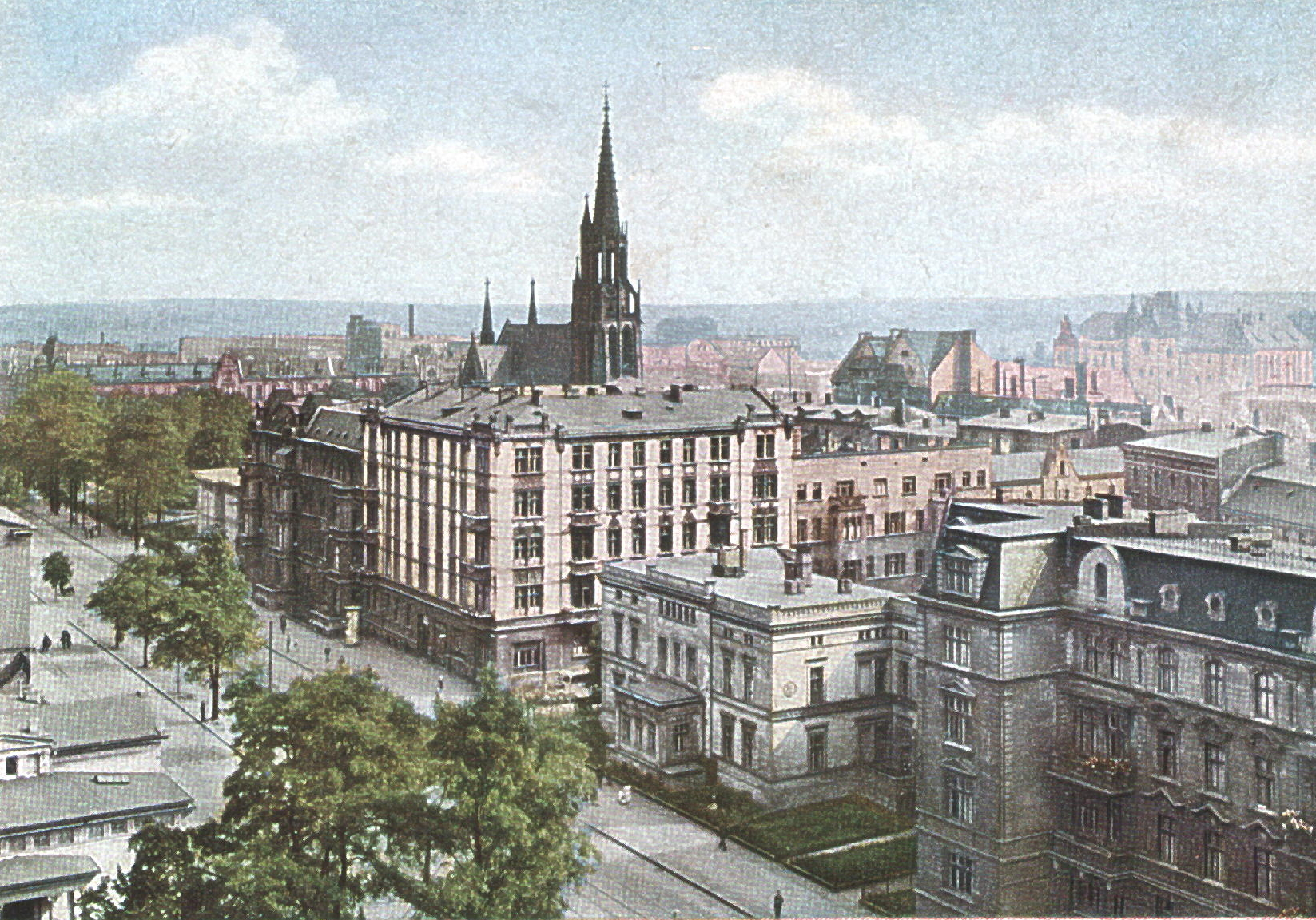
ul. Warszawska i początek ul. Francuskiej (w prawo) na starej pocztówce

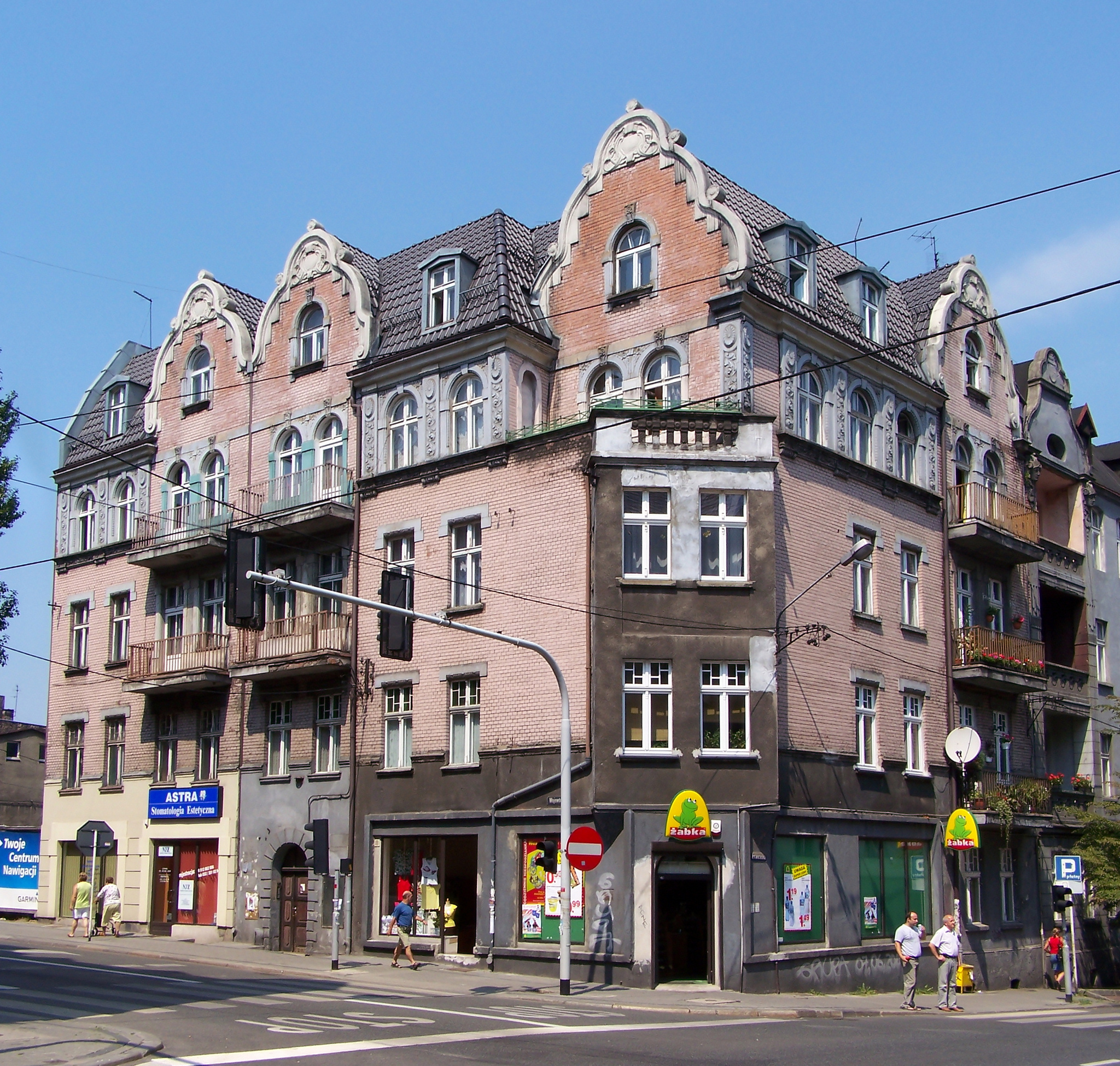
Zabytkowa kamienica z 1906 przy ul. Wojewódzkiej 48 (róg z ul. Francuską)

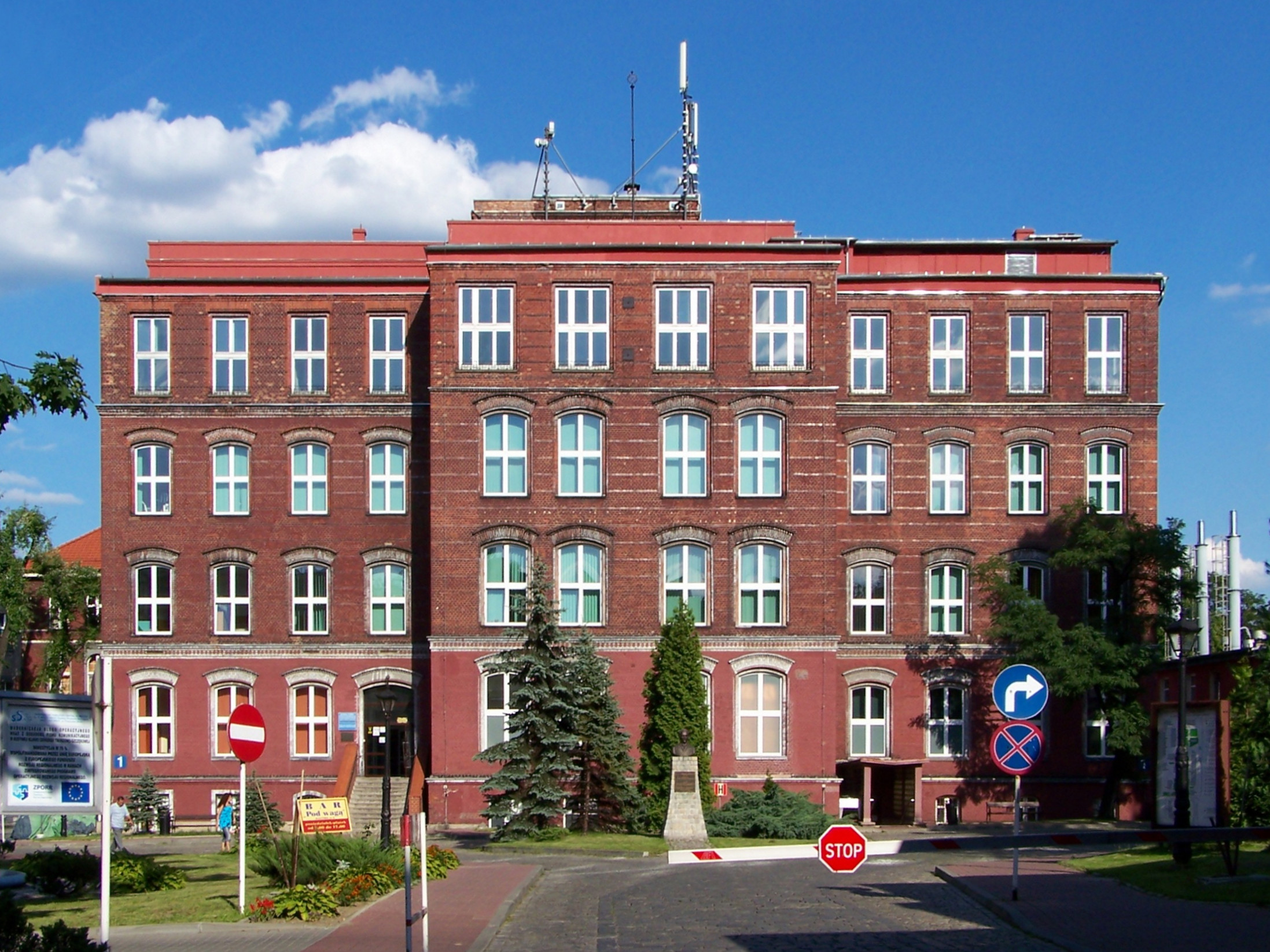
Szpital przy ul. Francuskiej

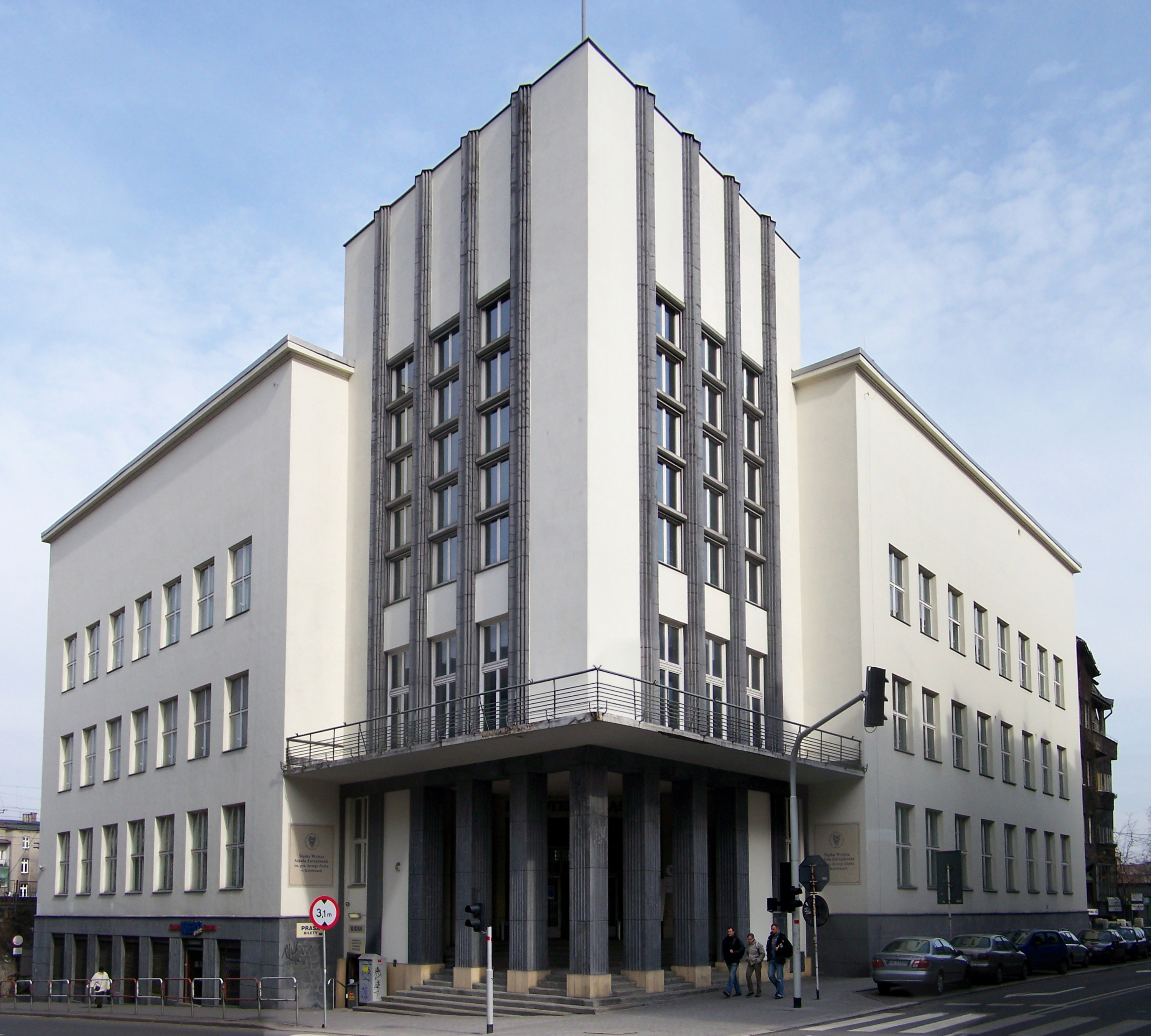
Dom Oświatowy - Biblioteka Śląska i Śląska Wyższa Szkoła Zarządzania w Katowicach

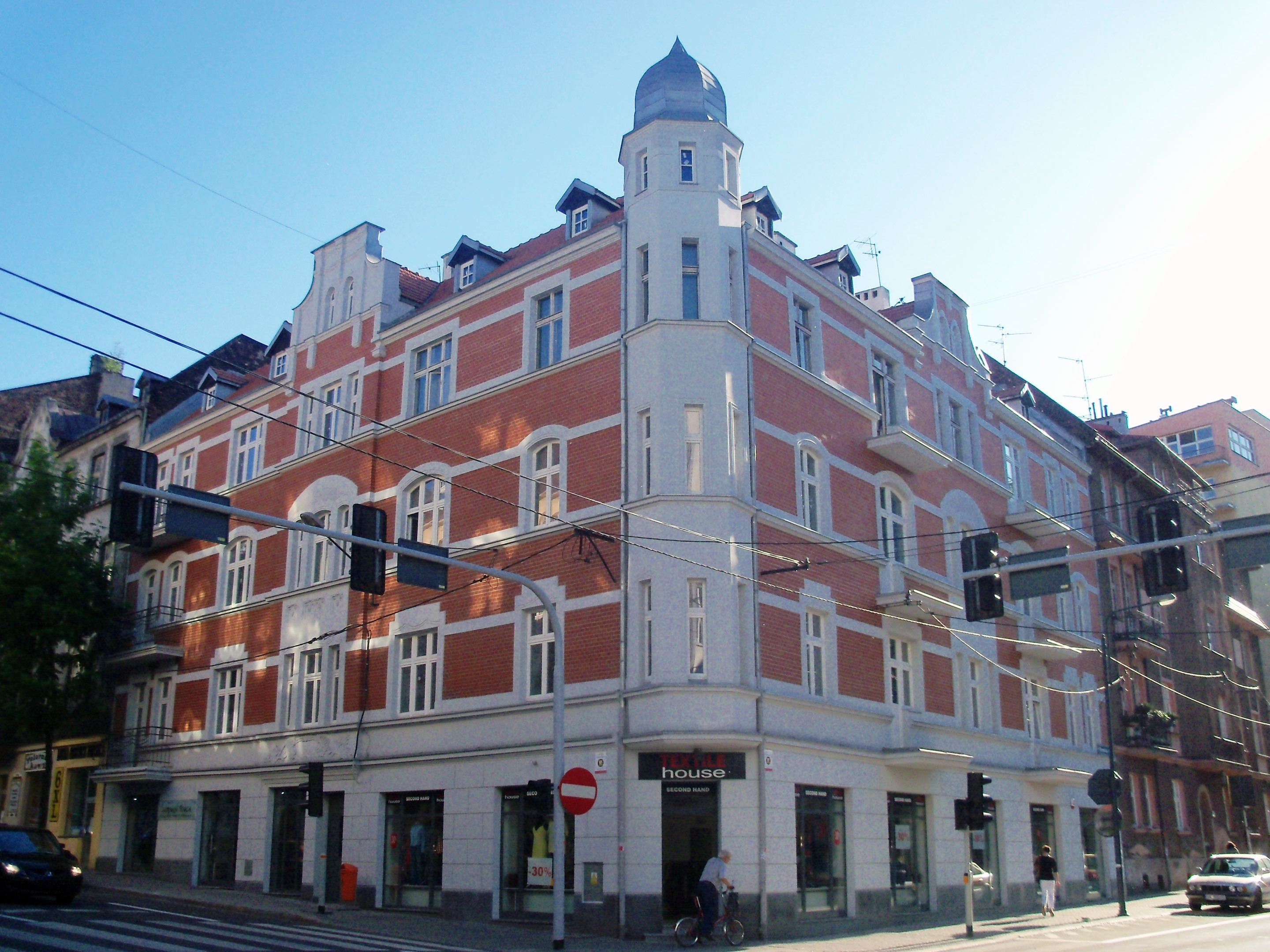
Kamienica narożna (ul. Francuska 13)

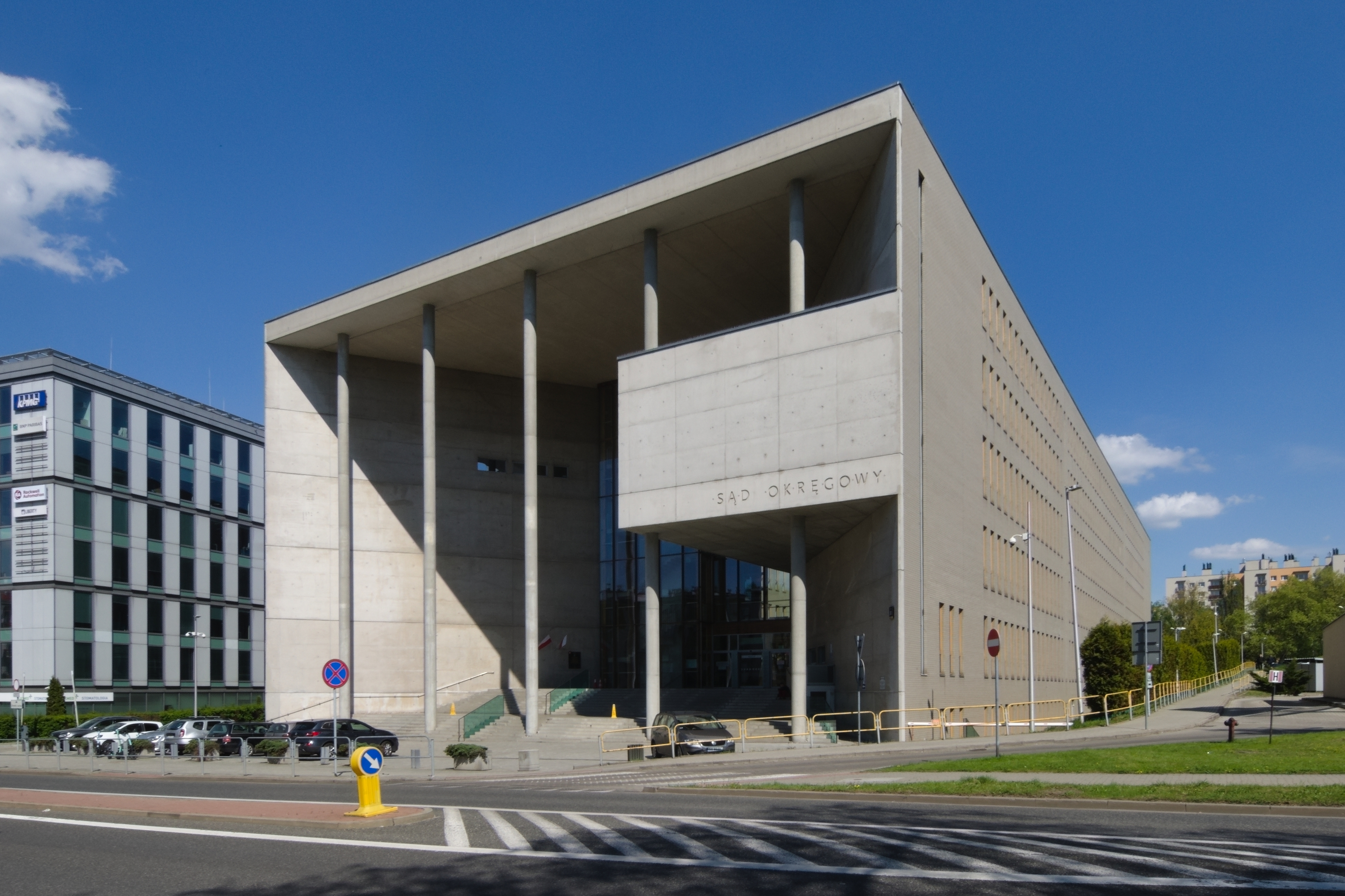
Nowy gmach Sądu Okręgowego

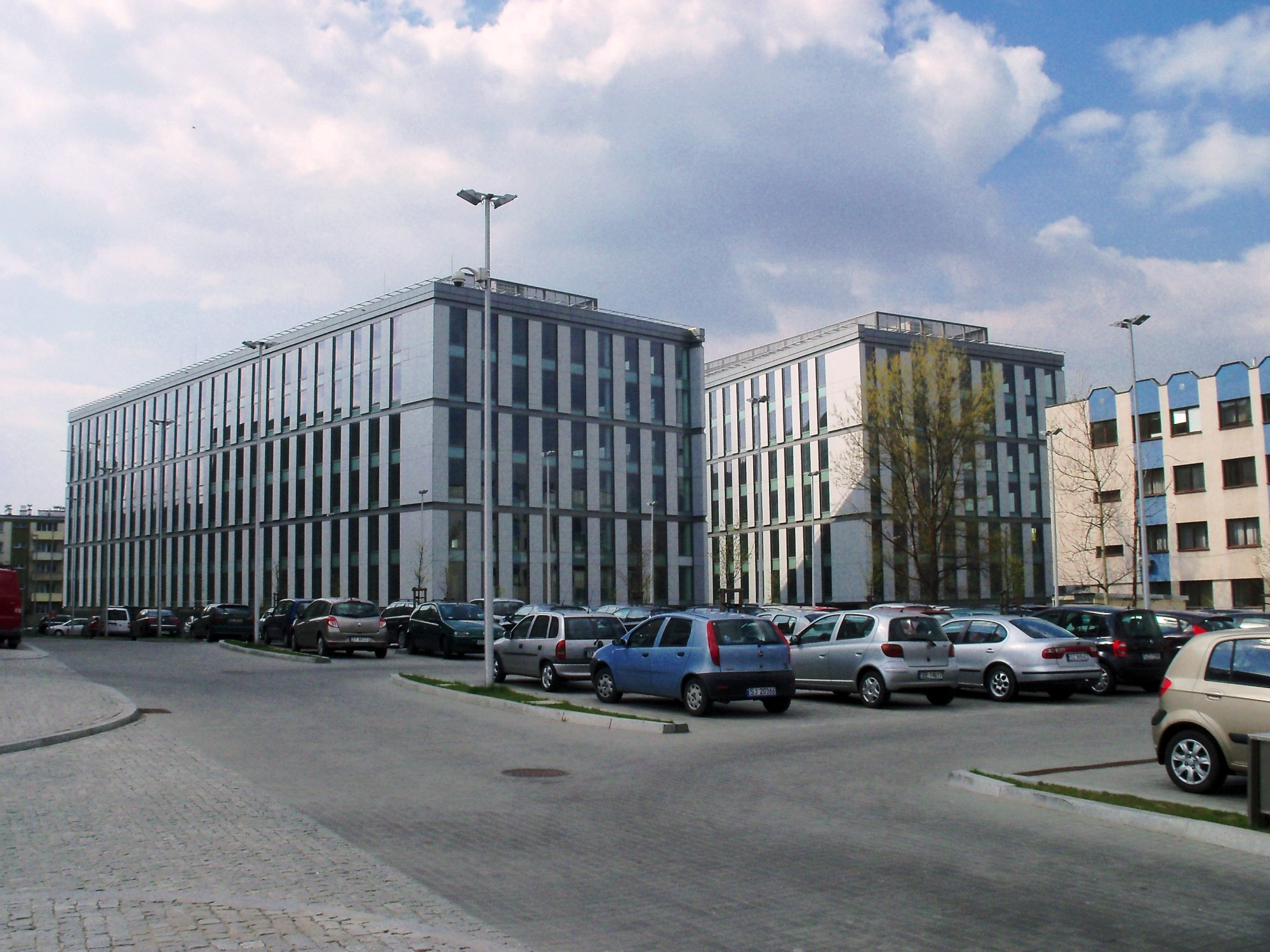
Centrum Biurowe Francuska

Ulica Francuska została zabudowana w drugiej połowie XIX wieku według planu Nepilly'ego z 1875 (blok zamknięty ulic na wschód od Rynku). Posiada przebieg południkowy. W 1895 przy ulicy oddano do użytku Szpital Spółki Brackiej (niem. Knappschaftslazarett), dzisiaj Szpital Kliniczny im. Andrzeja Mielęckiego. Na jego dziedzińcu znajduje się obelisk, upamiętniający Andrzeja Mielęckiego. W okresie Rzeszy Niemieckiej (do 1922) ulica nosiła nazwę Emmastraße. Taka też nazwa obowiązywała w okresie niemieckiej okupacji Polski w latach 1939–1945. Nazwa pochodziła od działającej tu od 1842 huty cynku "Emma". W 1922 ulica otrzymała nazwę Francuska na pamiątkę stacjonujących pod numerem 20 i 24 sztabu francuskiego 91. Brygady Strzelców, zabezpieczającego Międzysojuszniczą Komisję Rządzącą i Plebiscytową w czasie plebiscytu na Górnym Śląsku. W latach międzywojennych przy ul. Francuskiej swoją siedzibę miały: kaplica metodystów, w której modlili się także starokatolicy (pod numerem 27), skład trumien Franciszka Solka (pod numerem 22), Apteka Administracji Spółki Brackiej (pod numerem 34), Zarząd Związku Zawodowego Robotników Przemysłu Górniczego (w 1936 należało do niego 22266 osób, posiadał siedzibę pod numerem 4), Katowickie Biuro Zaopatrzenia Sprzętu Samochodowego Motozbyt (ul. Francuska 32), skład wódek i koniaków spółki Szustow i Synowie (ul. Francuska 27), przedszkole prywatne Towarzystwa Polskich Ewangelików (ul. Francuska 40), towarzystwo ubezpieczeniowe Port (pod numerem 1), Bank Ziemiański (pod numerem 22), Wojskowy Sąd Rejonowy (ul. Francuska 49), dowództwo 23 Dywizji Piechoty i Pluton Żandarmerii (pod numerem 49).  W miejscu obecnego skrzyżowania ul. Francuskiej i Al. Górnoślaskiej w 1828 roku założono hutę cynku Emma. Od 1945 pod numerem 20 funkcjonowała firma Capello, oferująca rowery, radia i artykuły elektroniczne.
29 września 2009 roku oficjalnie oddano do użytku budynek Sądu Okręgowego w Katowicach przy ulicy Francuskiej 38.
Dnia 3 sierpnia 2010 ulicą prowadziła trasa trzeciego etapu wyścigu kolarskiego Tour de Pologne 2010, a 2 sierpnia 2011 – trasa trzeciego etapu Tour de Pologne 2011.
W 2010 zburzono kamienicę przy ul. Mariackiej 27 / ul. Francuskiej 5.

## Obiekty i instytucje
Przy ulicy Francuskiej znajdują się następujące historyczne obiekty:
- budynek Biblioteki Śląskiej (ul. Francuska 12)[15]; został wpisany do rejestru zabytków (nr rej.: A/1437/91 z 31 października 1991); wzniesiony w 1934 według projektu J. Rybickiego i S. Tabeńskiego[16] w stylu funkcjonalizmu[17][18]; wartość budynku na dzień 1 września 1939 wynosiła 2 500 000 złotych[19];
- zespół cmentarny (ul. Francuska 26)[20], który tworzą: cmentarz ewangelicki – pomiędzy ulicami Francuską, Powstańców i Damrota oraz cmentarz rzymskokatolicki – pomiędzy ulicami Francuską, Powstańców, Damrota i terenem zabudowanym na północy, wpisano do rejestru zabytków (nr rej.: 1516/93 z 26 lutego 1993). Cmentarz katolicki założono w 1860, a cmentarz ewangelicki w 1882[18][21];
- kamienica mieszkalna (ul. Francuska 1, ul. Warszawska 29)[22];
- zabytkowa narożna kamienica (ul. Francuska 2; róg z ul. Warszawską 31) z 1902, proj. Max Grünfeld w stylu secesyjnym (nr rej.: A/1570/95 z 31 maja 1995, A/664/2020 z 9 czerwca 2020); wcześniej w tym miejscu istniała willa Holtzego (wzniesiona w połowie XIX wieku)[18];
- kamienica mieszkalna (ul. Francuska 4)[22];
- narożna kamienica mieszkalna (ul. Francuska 5, ul. Mariacka 27)[22];
- kamienica mieszkalna (ul. Francuska 6)[22];
- narożna kamienica mieszkalna (ul. Francuska 8, ul. Mariacka 29)[22];
- kamienica mieszkalna (ul. Francuska 9)[22];
- kamienica mieszkalna (ul. Francuska 11)[22];
- kamienica narożna (ul. ks. J. Szafranka 1, róg z ul. Francuską), objęta ochroną konserwatorską[22];
- kamienica narożna (ul. Francuska 13, róg z ul. Wojewódzką)[22];
- kamienica narożna (ul. Francuska 14, róg z ul. Wojewódzką), objęta ochroną konserwatorską[22][23];
- kamienica mieszkalna (ul. Francuska 15)[22];
- kamienica z oficyną (ul. Francuska 16), objęta ochroną konserwatorską[23];
- kamienica mieszkalna (ul. Francuska 17)[22];
- kamienica (ul. Francuska 18), objęta ochroną konserwatorską[23];
- kamienica mieszkalna (ul. Francuska 19)[22];
- zespół szpitala (ul. Francuska 20, 22, 24)[22], objęty ochroną konserwatorską; ochrona obowiązuje w obrębie działek[23];
- kamienica mieszkalna (ul. Francuska 21)[22];
- narożna kamienica mieszkalna (ul. Francuska 23, ul. H. Dąbrowskiego)[22];
- kamienica mieszkalna (ul. Francuska 27)[22];
- narożna kamienica mieszkalna (ul. Francuska 31, róg z ul. Jagiellońską)[22];
- kamienica mieszkalna (ul. Francuska 33)[22];
- budynek biurowy (ul. Francuska 35), wzniesiony na początku XX wieku w stylu modernizmu/neobaroku[22];
- kamienica mieszkalna (ul. Francuska 39)[22];
- kamienica mieszkalna (ul. Francuska 41)[22];
- kamienica mieszkalna (ul. Francuska 43)[22];
- willa z ogrodem (ul. Francuska 45), wzniesiona w stylu modernistycznym, z ogrodzeniem[22];
- dom mieszkalny (ul. Powstańców 35, 37, ul. Francuska 49, 51)[22];
- willa z ogrodem (ul. Francuska 53)[22];
- willa z ogrodem (ul. Francuska 55)[22];
- willa z ogrodem (ul. Francuska 57)[22];
- leśniczówka (ul. Gawronów, ul. Francuska 181)[22].

Przy ul. Francuskiej znajdują się: Galeria Na Francuskiej (ul. Francuska 13), Wojewódzki Sztab Wojskowy w Katowicach (ul. Francuska 30), Wojskowa Komenda Uzupełnień w Katowicach (ul. Francuska 30), Wojskowe Biuro Emerytalne w Katowicach (ul. Francuska 30), Śląski Związek Piłki Nożnej (ul. Francuska 32), Biurowiec Francuska 70 (powstał w latach 70. XX wieku jako siedziba Przedsiębiorstwa Budownictwa Węglowego), Katowicki Klub Jeździecki. W 2009 przy ulicy Francuskiej oddano do użytku nowy gmach katowickiego Sądu Okręgowego (uroczyście otwarty 29 września 2009). W sąsiedztwie sądu powstało Centrum Biurowe Francuska, którego inwestorem była firma Globe Trade Centre.
Przy ul. Francuskiej 180a i 182 znajduje się ośrodek jazdy konnej.

## Infrastruktura
Pod ulicą zlokalizowany jest wodociąg ∅315 mm PE. Ulicą Francuską kursują linie autobusowe ZTM.